# Marsijärvi (Jukkasjärvi socken, Lappland)
Marsijärvi är en sjö i Kiruna kommun i Lappland och ingår i Kalixälvens huvudavrinningsområde. Sjön har en area på 0,0818 kvadratkilometer och ligger 381,2 meter över havet.

## Delavrinningsområde
Marsijärvi ingår i det delavrinningsområde (750551-171760) som SMHI kallar för Ovan VDRID = Tervasjoki i Kalixälvens vattendrags*. Medelhöjden är 392 meter över havet och ytan är 29,62 kvadratkilometer. Räknas de 106 avrinningsområdena uppströms in blir den ackumulerade arean 2 389,13 kvadratkilometer. Kalixälven som avvattnar avrinningsområdet har biflödesordning 2, vilket innebär att vattnet flödar genom totalt 2 vattendrag innan det når havet efter 284 kilometer. Avrinningsområdet består mestadels av skog (58 procent) och sankmarker (34 procent). Avrinningsområdet har 2,1 kvadratkilometer vattenytor vilket ger det en sjöprocent på 7,1 procent.